# Xenoctenidae
Xenoctenidae Ramírez & Silva-Dávila, 2017 è una famiglia di ragni appartenente all'ordine Araneae.

## Distribuzione
Le 33 specie della famiglia sono distribuite in America meridionale, Australia e America centrale.

## Tassonomia
In base ad approfondite analisi filogenetiche effettuate nel corposo lavoro di Wheeler et al., del 2017, tre generi appartenenti alla famiglia Miturgidae (Xenoctenus, Odo e Paravulsor) e un genere appartenente alla famiglia Ctenidae (Incasoctenus) hanno costituito una famiglia a sé, con l'attuale denominazione di Xenoctenidae.
Attualmente, a dicembre 2020, si compone di 4 generi e 33 specie:
1. Incasoctenus Mello-Leitão, 1942 - Perù
2. Odo Keyserling, 1887 - Antille, Australia centrale, Brasile, Argentina, Ecuador, Venezuela, Guyana, El Salvador, Messico, Nicaragua, Cile
3. Paravulsor Mello-Leitão, 1922 - Brasile
4. Xenoctenus Mello-Leitão, 1938 - Argentina